# Burog Co
Burog Co (chiń. upr. 布若错; chiń. trad. 布若錯; pinyin Bùruò Cuò; tyb.: བུ་རོག་མཚོ, Wylie: bu rog mtsho) – słone jezioro bezodpływowe w zachodnich Chinach, w północnej części Tybetańskiego Regionu Autonomicznego, w prefekturze miejskiej Nagqu. Leży na wysokości 5158 m n.p.m. i zajmuje powierzchnię ok. 87,5 km². Roczna suma opadów wynosi 100–150 mm. Do jeziora wpadają liczne potoki wypływające z pobliskich lodowców. Na północnym brzegu występują sołonczaki.